# Гори Гамбурцева
Гори Гамбурцева (також Гірський хребет Гамбурцева, Підлідні гори Гамбурцева) — система підлідних гір в центральній частині Східної Антарктиди, поблизу Купола А.
Довжина формації — 1200-1300 км, ширина — 200-500 км. Мають протяжність у вигляді дуги між 72°—82° пд. ш. та 30° — 90° сх. д. Найвищі відомі висоти — 2990 м та 3400 м. Висота льодового покриву не менше 600 м, трапляються ділянки, де льодова товща більша за 4 км. Вважається, що розмірами гірська система завбільшки з європейські Альпи. Східним продовженням гірської системи є Підлідні гори Восток. Гори відкриті 3-ю радянською антарктичною експедицією у 1958 р. та названі на честь радянського геофізика та академіка Григорія Гамбурцева. Відкриття формації було значним сюрпризом для геологів, адже до того переважала гіпотеза, що підлідний ландшафт Антарктиди є рівниною без якихось виразних геологічних формацій, на кшталт рівнин Канади.

## Дослідження
Довгий час Гори Гамбурцева були майже не дослідженими через очевидні труднощі доступу до формації. У 2008-2009 роках діяв міжнародний проєкт з вивчення гірської системи — AGAP (англ. Antarctica's Gamburtsev Province — укр. Антарктичний регіон Гамбурцева). У ході нього було складено карту гірського масиву за допомогою радарів під час радіозондування з літаків, вимірювання магнітного поля та гравітації, сейсмозондування.

## Геологічна історія

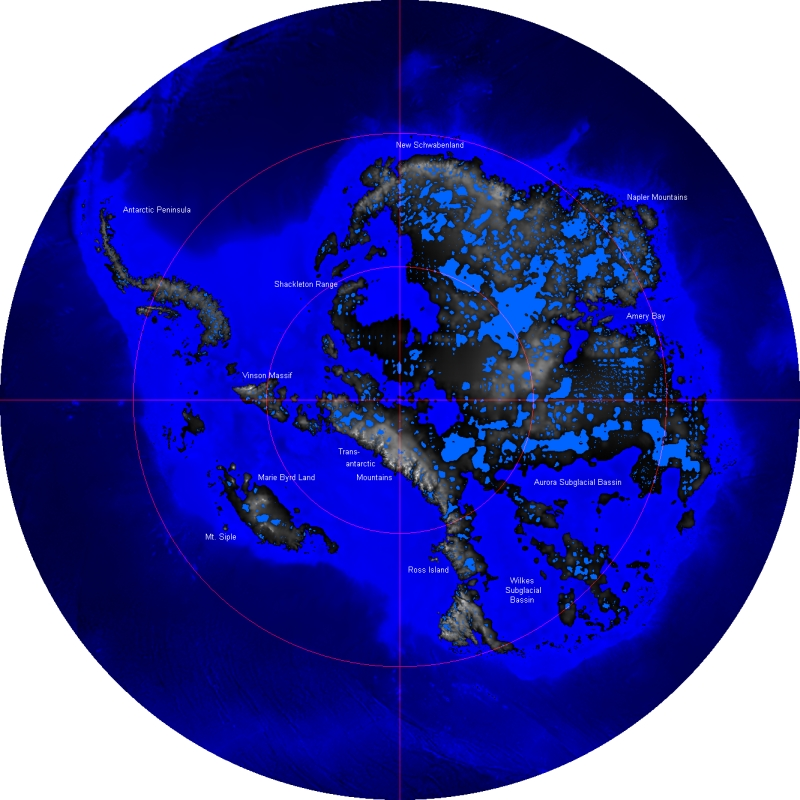
Мапа гірських систем Антарктиди без льодовиків.

Вперше Гори Гамбурцева сформувалися понад 1 млрд років тому в ході утворення суперконтиненту Родинія внаслідок зіткнення древніх материків. Саме тоді сформувалися щільні корінні породи, своєрідний літосферний кіль який проник вглиб верхнього шару мантії, ядро гірської системи. Протягом сотень мільйонів років гори поступово руйнувалися в ході ерозійних процесів, урешті-решт незмінними протягом 750 млн років збереглися лише древні корінні породи.
Приблизно 250-100 млн років тому в районі майбутніх гір Гамбурцева, поблизу від старих корінних порід, почалися процеси рифтогенезу, внаслідок розколу суперконтиненту Гондвана, що призвело до підняття кілю, його нагріву, як наслідок — «омолоджування» та відновлення гірської системи. Таким чином був пояснений парадокс, як такі порівняно молоді гори могли існувати посеред древнього континенту. Антарктичні ж льодовики зберегли гірський масив від надмірної ерозії.
Згідно з сучасними палеокліматичними моделями, нинішній Східноантарктичний льодовиковий щит, що займає левову частку території Антарктиди, почав формуватися близько 35—33 млн років тому в еоценовий період, коли снігові шапки вершин Гір Гамбурцева почали розростатися, згодом об'єднавшись в єдиний льодовий масив, що зрештою вкрив кількасотметровим шаром увесь континент.